# Adolphe Deslandres
Adolphe-Edouard-Marie Deslandres (* 22. Januar 1840 in Batignolles-Monceau (heute Paris); † 30. Juli 1911 in Paris) war ein französischer Komponist und Organist.

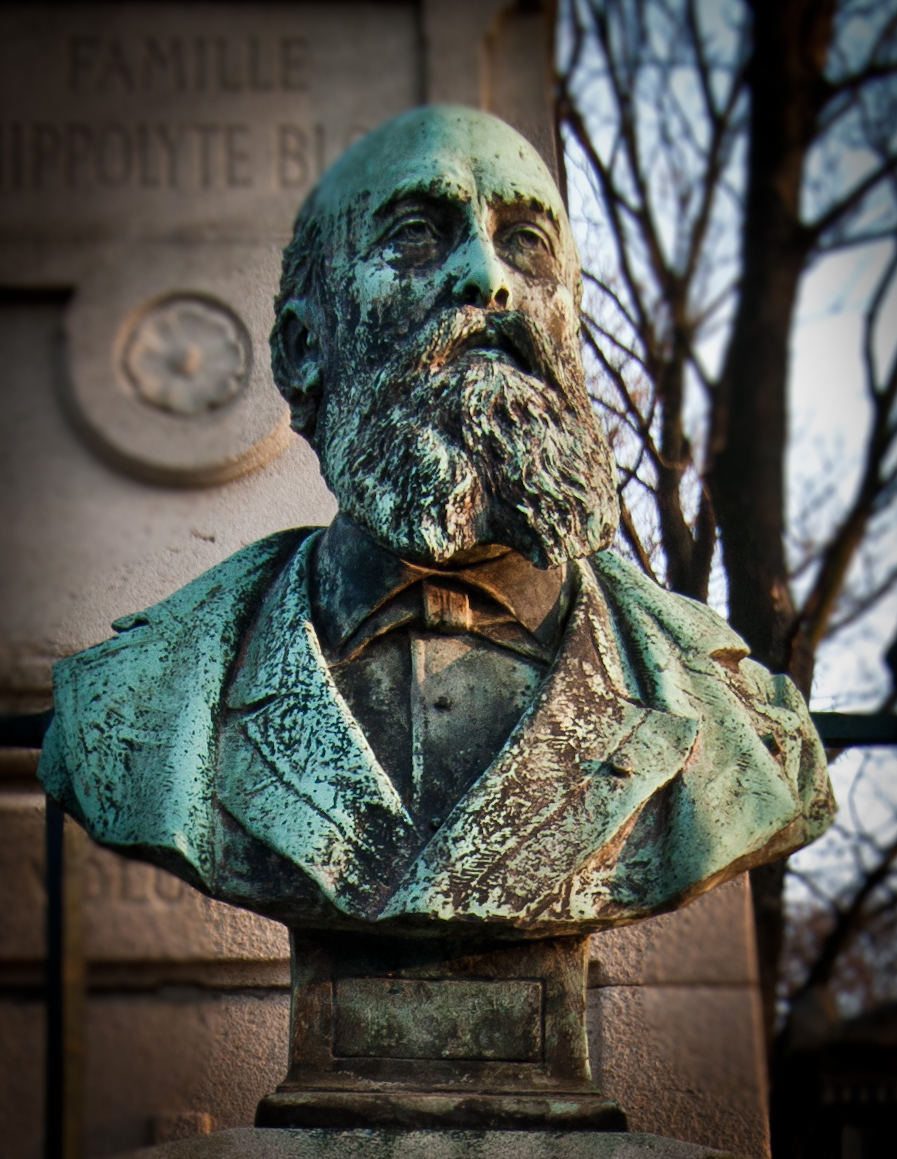
Büste von Adolphe Deslandres

## Leben
Der Sohn des langjährigen Kapellmeisters der Kirche Sainte-Marie des Batignolles Laurent Deslandres studierte am Pariser Konservatorium Kontrapunkt und Fuge bei Simon Leborne und Orgel bei François Benoist. 1860 gewann er mit der Kantate Ivan IV. den Second Grand Prix de Rome.
1862 wurde er Organist an der Kirche Sainte-Marie, wo sein Vater als Kapellmeister wirkte. Er spielte hier eine Orgel der Firma Stoltz-Frères und eine Chororgel der Firma Merklin. Neben bedeutenden kirchenmusikalischen Werken wie der Messe de Saint-André, die an Notre Dame de Paris aufgeführt wurde, und einer Messe Solennelle komponierte Deslandres mehrere erfolgreiche komische Opern. 1872 wurde die Oper Dimanche et Lundi an der Opéra-Comique uraufgeführt und fand große Anerkennung bei Gounod. 1884 folgte die Uraufführung von Le Baiser, weitere Opern wurden am Alcazar aufgeführt.
Außerdem komponierte Deslandres einige Orgelwerke, für das Klavier ein Air de ballet und Etudes de concert en staccato, ein Scherzo für großes Orchester und vier Méditations für Violine, Cello, Horn, Harfe, Orgel und Kontrabass.
Deslandres hatte zwei Brüder, deren musikalische Laufbahn durch ihren frühen Tod unterbrochen wurde. 
- Jules-Laurent Deslandres (* 15. August 1838 in Batignolles, † 1. August 1870) studierte am Pariser Konservatorium und erhielt dort 1855 einen ersten Preis im Fach Kontrabass. Er war seit 1859 Orchestermitglied an der Pariser Oper.
- Georges-Philippe Deslandres (* 5. Mai 1849, † 12. Oktober 1875) war Orgelschüler von César Franck und erhielt 1870 einen zweiten Preis im Fach Orgel. Er wirkte als Organist an den Kirchen Sainte-Clotilde, Saint-Vincent-de-Paul und Sainte-Marie.
- Seine Schwester Clémence Deslandres schließlich war eine Sängerin, die mehrfach in Werken ihres Bruders auftrat.

## Werke
- Bajazet et le Joueur de flûte, Kantate, 1858
- Ivan IV, Kantate, 1860
- Dimanche et Lundi, komische Oper, UA 1872
- Le Chevalier Bijou, Oper, 1875
- Fridolin, Oper, 1876
- Scherzo für großes Orchester, 1880
- Les Sept Paroles du Christ, Oratorium für Bariton, Chor, Solovioline, Cello, Harfe und Orgel (nach Édouard de Laboulaye), UA 1883
- Le Baiser, komische Oper, 1884
- Stabat Mater für vier Solostimmen, Chor, Orgel und Orchester, UA 1885
- Sauvons nos frères, Kantate für Solostimmen, Chor und Orchester
- Invocation à Marie
- Offertoire et Communion für Orgel
- Offertoire pour grand orgue
- Air de ballet für Klavier
- Etudes de concert en staccato für Klavier
- Méditations für Violine, Cello, Horn, Harfe, Orgel und Kontrabass
- Ode à l’harmonie
- Introduction et Polonaise für Oboe und Klavier
- Pepe et Tita, Operette

| Personendaten    | Personendaten                                          |
| ---------------- | ------------------------------------------------------ |
| NAME             | Deslandres, Adolphe                                    |
| ALTERNATIVNAMEN  | Deslandres, Adolphe-Edouard-Marie (vollständiger Name) |
| KURZBESCHREIBUNG | französischer Komponist und Organist                   |
| GEBURTSDATUM     | 22. Januar 1840                                        |
| GEBURTSORT       | Batignolles-Monceau (heute Paris)                      |
| STERBEDATUM      | 30. Juli 1911                                          |
| STERBEORT        | Paris                                                  |